# Palasë
Palasë (albanska: Palasë med böjningsformen Palasa) är en ort i Albanien.   Den ligger i prefekturen Qarku i Vlorës, i den södra delen av landet, 130 km söder om huvudstaden Tirana. Palasë ligger 391 meter över havet och antalet invånare är 413.
Terrängen runt Palasë är varierad. Havet är nära Palasë åt sydväst.   Runt Palasë är det ganska tätbefolkat, med 86 invånare per kvadratkilometer.. 
Trakten runt Palasë består i huvudsak av gräsmarker.